# Megastomatohyla
Megastomatohyla is een geslacht van kikkers uit de familie boomkikkers (Hylidae). De groep werd voor het eerst wetenschappelijk beschreven door de groep van biologen Faivovich, Haddad, Garcia, Frost, Campbell en Wheeler in 2005.
Er zijn vier soorten die voorkomen in delen van Midden-Amerika en endemisch leven in Mexico. Alle soorten zijn bewoners van nevelbossen.

## Soorten
Geslacht Megastomatohyla
- Soort Megastomatohyla mixe
- Soort Megastomatohyla mixomaculata
- Soort Megastomatohyla nubicola
- Soort Megastomatohyla pellita

Anotheca · 
Bromeliohyla · 
Charadrahyla · 
Diaglena · 
Dryophytes · 
Duellmanohyla · 
Ecnomiohyla · 
Exerodonta · 
Hyla · 
Isthmohyla · 
Megastomatohyla · 
Plectrohyla · 
Ptychohyla · 
Rheohyla · 
Sarcohyla · 
Smilisca · 
Tlalocohyla · 
Triprion